# Società Sportiva Rende 1978-1979
Questa pagina raccoglie le informazioni riguardanti la Società Sportiva Rende nelle competizioni ufficiali della stagione 1978-1979.

## Organigramma societario
Area direttiva
- Presidente: Gaetano Sesso
- Segretario: Francesco De Rose

Area tecnica
- Direttore sportivo: Alberto Trotta
- Allenatore: Emilio Zanotti

## Rosa
| N. |                   | Ruolo | Calciatore           |
| -- | ----------------- | ----- | -------------------- |
| -  | Italia (bandiera) | C     | Serbio               |
| -  | Italia (bandiera) | D     | Domenico Cacozza     |
| -  | Italia (bandiera) |       | Caligiuri            |
| -  | Italia (bandiera) |       | Candido              |
| -  | Italia (bandiera) | A     | Giancarlo Chiappetta |
| -  | Italia (bandiera) | A     | Franco De Brasi      |
| -  | Italia (bandiera) | C     | Stefano Donetti      |
| -  | Italia (bandiera) | C     | Alfio D'Urso         |
| -  | Italia (bandiera) | D     | Gianni Facchinello   |
| -  | Italia (bandiera) | C     | Pasquale Fiore       |

| N. |                   | Ruolo | Calciatore             |
| -- | ----------------- | ----- | ---------------------- |
| -  | Italia (bandiera) | C     | Carlo Fiotini Morosini |
| -  | Italia (bandiera) | P     | Maurizio Guido         |
| -  | Italia (bandiera) | D     | Franco Ipsaro Passione |
| -  | Italia (bandiera) | C     | Franco Manfroni        |
| -  | Italia (bandiera) | D     | Antonio Marletta       |
| -  | Italia (bandiera) | P     | Giorgio Nasuelli       |
| -  | Italia (bandiera) | C     | Aldo Pasquino          |
| -  | Italia (bandiera) | C     | Salvatore Sagario      |
| -  | Italia (bandiera) | A     | Giampiero Terraroli    |
| -  | Italia (bandiera) | D     | Giuseppe Zimmaro       |

## Risultati

### Campionato

#### Girone di andata
| 1º ottobre 1978 1ª giornata | Rende | 3 – 1 | Ragusa |  |

| 8 ottobre 1978 2ª giornata | Nuova Igea | 0 – 0 | Rende |  |

| 15 ottobre 1978 3ª giornata | Rende | 0 – 0 | Savoia |  |

| 22 ottobre 1978 4ª giornata | Sorrento | 0 – 0 | Rende |  |

| 29 ottobre 1978 5ª giornata | Rende | 1 – 0 | Palmese |  |

| 5 novembre 1978 6ª giornata | Crotone | 1 – 2 | Rende |  |

| 12 novembre 1978 7ª giornata | Rende | 2 – 1 | Marsala |  |

| 19 novembre 1978 8ª giornata | Rende | 2 – 1 | Siracusa |  |

| 26 novembre 1978 9ª giornata | Vigor Lamezia | 0 – 0 | Rende |  |

| 3 dicembre 1978 10ª giornata | Rende | 2 – 0 | Cassino |  |

| 10 dicembre 1978 11ª giornata | Cosenza | 1 – 0 | Rende |  |

| 17 dicembre 1978 12ª giornata | Rende | 2 – 0 | Casertana |  |

| 30 dicembre 1978 13ª giornata | Messina | 2 – 2 | Rende |  |

| 7 gennaio 1979 14ª giornata | Rende | 1 – 0 | Trapani |  |

| 14 gennaio 1979 15ª giornata | Alcamo | 1 – 1 | Rende |  |

| 21 gennaio 1979 16ª giornata | Rende | 1 – 0 | Potenza |  |

| 28 gennaio 1979 17ª giornata | Vittoria | 1 – 1 | Rende |  |

#### Girone di ritorno
| 4 febbraio 1979 18ª giornata | Ragusa | 1 – 0 | Rende |  |

| 11 febbraio 1979 19ª giornata | Rende | 1 – 1 | Nuova Igea |  |

| 18 febbraio 1979 20ª giornata | Savoia | 2 – 2 | Rende |  |

| 25 febbraio 1979 21ª giornata | Rende | 1 – 0 | Sorrento |  |

| 4 marzo 1979 22ª giornata | Palmese | 1 – 1 | Rende |  |

| 11 marzo 1979 23ª giornata | Rende | 3 – 0 | Crotone |  |

| 25 marzo 1979 24ª giornata | Marsala | 0 – 1 | Rende |  |

| 1º aprile 1979 25ª giornata | Siracusa | 1 – 0 | Rende |  |

| 8 aprile 1979 26ª giornata | Rende | 2 – 1 | Vigor Lamezia |  |

| 22 aprile 1979 27ª giornata | Cassino | 0 – 1 | Rende |  |

| 29 aprile 1979 28ª giornata | Rende | 0 – 0 | Cosenza |  |

| 6 maggio 1979 29ª giornata | Casertana | 1 – 0 | Rende |  |

| 13 maggio 1979 30ª giornata | Rende | 1 – 1 | Messina |  |

| 20 maggio 1979 31ª giornata | Trapani | 0 – 0 | Rende |  |

| 27 maggio 1979 32ª giornata | Rende | 1 – 1 | Alcamo |  |

| 3 giugno 1979 33ª giornata | Potenza | 4 – 1 | Rende |  |

| 9 giugno 1979 34ª giornata | Rende | 2 – 0 | Vittoria |  |